# NFL Football (jeu vidéo, 1993)
Pour les articles homonymes, voir NFL Football.
NFL Football est un jeu vidéo de football américain développé et édité par Konami, sorti en 1993 sur Super Nintendo.